# Associazione Sportiva Taranto 1955-1956
Questa pagina raccoglie le informazioni riguardanti l'Associazione Sportiva Taranto nelle competizioni ufficiali della stagione 1955-1956.

## Stagione
Nella stagione 1955-1956 il Taranto disputò il settimo campionato di Serie B della sua storia.

## Divise
| 1ª divisa |

## Organigramma societario
Area direttiva
- Presidente: Luigi Santillo

Area tecnica
- Allenatore: Mario Perazzolo

## Rosa
| N. |                   | Ruolo | Calciatore         |
| -- | ----------------- | ----- | ------------------ |
|    | Italia (bandiera) | P     | Roberto Franchin   |
|    | Italia (bandiera) | P     | Cosimo Malacari    |
|    | Italia (bandiera) | D     | Antonio De Bellis  |
|    | Italia (bandiera) | D     | Giovanni Manzella  |
|    | Italia (bandiera) | D     | Giorgio Pellegrini |
|    | Italia (bandiera) | D     | Mirco Tagliamento  |
|    | Italia (bandiera) | C     | Giorgio Bordignon  |
|    | Italia (bandiera) | C     | Dante Castellazzi  |
|    | Italia (bandiera) | C     | Pietro Castignani  |
|    | Italia (bandiera) | C     | Giancarlo Fabrello |
|    | Italia (bandiera) | C     | Alessandro Ferrari |

| N. |                   | Ruolo | Calciatore           |
| -- | ----------------- | ----- | -------------------- |
|    | Italia (bandiera) | C     | Francesco Pellegrini |
|    | Italia (bandiera) | A     | Umberto Buonfrate    |
|    | Italia (bandiera) | A     | Fulvio Castaldi      |
|    | Italia (bandiera) | A     | Enrico Cuoghi        |
|    | Italia (bandiera) | A     | Rocco D'Amore        |
|    | Italia (bandiera) | A     | Stelio Darin         |
|    | Italia (bandiera) | A     | Amalio Ferrarese     |
|    | Italia (bandiera) | A     | Lamberto Giorgis     |
|    | Italia (bandiera) | A     | Silvano Mari         |
|    | Italia (bandiera) | A     | Goffredo Stabellini  |
|    | Italia (bandiera) | A     | Giovanni Veglianetti |

## Risultati

### Serie B

#### Girone d'andata
| Arbitro: | Moriconi (Roma) |

|  |           |                |
|  | Marcatori | 24’ Fioravanti |

| Arbitro: | Campanati (Milano) |

|                                 |           |                                                |
| Baccalini 22’ (rig.) Bretti 80’ | Marcatori | 20’ Veglianetti 44’, 50’ Ferrari 90’ Ferrarese |

| Arbitro: | Menchini (Udinese) |

|                                              |           |  |
| Mari 31’ Veglianetti 46’ Galletti 73’ (aut.) | Marcatori |  |

| Arbitro: | Caputo (Napoli) |

|                     |           |                       |
| Bettini II 41’, 57’ | Marcatori | 75’ Manzella 88’ Mari |

| Taranto 16 ottobre 1955 | Taranto            | 0 – 0 | Brescia | Stadio Valentino Mazzola\| Arbitro: \| Famulari (Messina) \| |
| Arbitro:                | Famulari (Messina) |       |         |                                                              |

| Arbitro: | Griggi (Brescia) |

|                  |           |  |
| Cattaneo 1’, 27’ | Marcatori |  |

| Arbitro: | Menchini (Udine) |

|                         |           |  |
| Lojodice 45’ Milani 65’ | Marcatori |  |

| Arbitro: | Marchese (Napoli) |

|                                               |           |                         |
| Servidati 32’ (aut.) Stabellini 74’ Darin 85’ | Marcatori | 21’ Biagioli 46’ Bressa |

| Arbitro: | Famulari (Messina) |

|                            |           |  |
| Righetto 54’ Erba 80’, 87’ | Marcatori |  |

| Arbitro: | Guarnaschelli (Pavia) |

|                         |           |             |
| Ferrarese 40’, 61’, 66’ | Marcatori | 56’ Teneggi |

| Arbitro: | Mori (Cremona) |

|          |           |               |
| Darin 8’ | Marcatori | 40’ Scarascia |

| Arbitro: | Boati (Milano) |

|                            |           |               |
| Fontanesi 20’ Bredesen 34’ | Marcatori | 89’ Ferrarese |

| Legnano 1º gennaio 1956 | Legnano            | 0 – 0 | Taranto | Stadio di via Carlo Pisacane\| Arbitro: \| Angelini (Firenze) \| |
| Arbitro:                | Angelini (Firenze) |       |         |                                                                  |

| Taranto 8 gennaio 1956 | Taranto           | 0 – 0 | Cagliari | Stadio Valentino Mazzola\| Arbitro: \| Grillo (Afragola) \| |
| Arbitro:               | Grillo (Afragola) |       |          |                                                             |

| Taranto 15 gennaio 1956 | Taranto          | 0 – 0 | Alessandria | Stadio Valentino Mazzola\| Arbitro: \| Griggi (Brescia) \| |
| Arbitro:                | Griggi (Brescia) |       |             |                                                            |

| Arbitro: | De Marchi (Pordenone) |

|                |           |  |
| Masoni 1’, 82’ | Marcatori |  |

| Arbitro: | Famulari (Messina) |

|                |           |              |
| Veglianetti 4’ | Marcatori | 64’ Colomban |

#### Girone di ritorno
| Arbitro: | Alterio (Roma) |

|                |           |  |
| Fioravanti 89’ | Marcatori |  |

| Arbitro: | Famulari (Messina) |

|                                 |           |  |
| Bordignon 5’ (rig.) Giorgis 20’ | Marcatori |  |

| Salerno 26 febbraio 1956 | Salernitana      | 0 – 0 | Taranto | Stadio Donato Vestuti\| Arbitro: \| Griggi (Brescia) \| |
| Arbitro:                 | Griggi (Brescia) |       |         |                                                         |

| Arbitro: | Rigato (Mestre) |

|                      |           |                |
| Bordignon 45’ (rig.) | Marcatori | 34’ Bettini II |

| Arbitro: | Gambarotta (Genova) |

|                          |           |               |
| Genero 9’ Bersellini 47’ | Marcatori | 30’ Ferrarese |

| Taranto 18 marzo 1956 | Taranto         | 0 – 0 | Catania | Stadio Valentino Mazzola\| Arbitro: \| Perego (Milano) \| |
| Arbitro:              | Perego (Milano) |       |         |                                                           |

| Arbitro: | Marchese (Napoli) |

|           |           |  |
| Darin 44’ | Marcatori |  |

| Arbitro: | Ferrari (Milano) |

|  |           |               |
|  | Marcatori | 80’ Ferrarese |

| Arbitro: | Rebuffo (Milano) |

|           |           |  |
| Darin 29’ | Marcatori |  |

| Arbitro: | Ferrari (Milano) |

|                      |           |  |
| Bordignon 72’ (aut.) | Marcatori |  |

| Arbitro: | Alterio (Roma) |

|                                                    |           |  |
| Giammarinaro 8’ Barbolini 38’ (rig.) Scarascia 87’ | Marcatori |  |

| Arbitro: | Moriconi (Roma) |

|                      |           |              |
| Bordignon 68’ (rig.) | Marcatori | 65’ Bredesen |

| Arbitro: | De Robbio (Torre Annunziata) |

|                 |           |  |
| Sassi 4’ (aut.) | Marcatori |  |

| Arbitro: | Bartolomei (Roma) |

|                              |           |            |
| Mezzalira 18’ Ghersetich 23’ | Marcatori | 80’ Cuoghi |

| Arbitro: | Caputo (Napoli) |

|                                                      |           |                |
| Manenti 4’ Albertelli 9’ Redegalli 30’ Marchetto 44’ | Marcatori | 27’ Castignani |

| Arbitro: | Marangio (Roma) |

|                                                    |           |              |
| Ferrarese 4’ Veglianetti 32’, 60’, 70’ Ferrari 81’ | Marcatori | 65’ Bronzoni |

| Arbitro: | De Robbio (Torre Annunziata) |

|                                   |           |  |
| Bellotti 35’ Nicoletti 90’ (rig.) | Marcatori |  |

## Statistiche

### Statistiche di squadra
| Competizione | Punti | In casa | In casa | In casa | In casa | In casa | In casa | In trasferta | In trasferta | In trasferta | In trasferta | In trasferta | In trasferta | Totale | Totale | Totale | Totale | Totale | Totale | DR |
| Competizione | Punti | G       | V       | N       | P       | Gf      | Gs      | G            | V            | N            | P            | Gf           | Gs           | G      | V      | N      | P      | Gf     | Gs     | DR |
| ------------ | ----- | ------- | ------- | ------- | ------- | ------- | ------- | ------------ | ------------ | ------------ | ------------ | ------------ | ------------ | ------ | ------ | ------ | ------ | ------ | ------ | -- |
| Serie B      | 31    | 17      | 8       | 8       | 1       | 23      | 9       | 17           | 2            | 3            | 12           | 11           | 30           | 34     | 10     | 11     | 13     | 34     | 39     | -5 |

### Statistiche dei giocatori[2]
| Giocatore      | Serie B  | Serie B |
| Giocatore      | Presenze | Reti    |
| -------------- | -------- | ------- |
| G. Bordignon   | 34       | 3       |
| U. Buonfrate   | 3        | 0       |
| F. Castaldi    | 4        | 0       |
| D. Castellazzi | 15       | 0       |
| P. Castignani  | 31       | 1       |
| E. Cuoghi      | 12       | 1       |
| R. D'Amore     | 3        | 0       |
| S. Darin       | 21       | 4       |
| A. De Bellis   | 13       | 0       |
| G. Fabrello    | 15       | 0       |
| A. Ferrarese   | 29       | 8       |
| Ferrari        | 22       | 3       |
| R. Franchin    | 11       | -?      |
| L. Giorgis     | 17       | 1       |
| C. Malacari    | 23       | -?      |
| G. Manzella    | 19       | 1       |
| S. Mari        | 19       | 2       |
| G. Pellegrini  | 22       | 0       |
| Pellegrino     | 5        | 0       |
| G. Stabellini  | 27       | 1       |
| M. Tagliamento | 16       | 0       |
| G. Veglianetti | 14       | 6       |